# Kirchenkreis Neustadt-Wunstorf
Der Kirchenkreis Neustadt-Wunstorf ist ein Kirchenkreis im Nordwesten der Region Hannover. Er gehört zur Ev.-luth. Landeskirche Hannovers. Entstanden ist der Kirchenkreis im Rahmen der Kirchenkreisreform durch die Zusammenlegung der Kirchenkreise Neustadt und Wunstorf im Jahr 2001. Seit September 2023 ist Pastor Rainer Müller-Jödicke Superintendent des Kirchenkreises.

## Geographie
Der Kirchenkreis umfasst das Gebiet der Städte Neustadt am Rübenberge (ganz) und Wunstorf (zum größten Teil), darüber hinaus einzelne Orte umliegender Städte. Das Gebiet des heutigen Kirchenkreises entspricht weitgehend dem Gebiet des 1974 aufgelösten Landkreises Neustadt am Rübenberge. 
Der Kirchenkreis ist ebenso wie die Kommunen, in denen er liegt, überwiegend ländlich geprägt.

## Gemeinden
Der Kirchenkreis umfasst 2 Kirchengemeinden mit knapp 50.000 evangelischen Gemeindegliedern.
| Region Neustadt-Nord 1. Niedernstöcken (St. Gorgonius) mit der Kapelle Esperke 2. Mandelsloh (St. Osdag) mit den Kapellen Laderholz und Lutter 3. Helstorf (Kirche Helstorf) mit der Kapelle Abbensen 4. Dedensen 5. Gümmer (Kapelle Gümmer) 6. Hagen 7. Eilvese 8. Mariensee (Klosterkirche) und Büren mit der Kapelle Empede 9. Basse (Simon-und-Judas-Kirche) mit den Kapellen Suttorf und Metel (Johannes-Kapelle) 10. Otternhagen | Region Mitte 1. Schneeren 2. Mardorf 3. Johanneskirche in Neustadt 4. Liebfrauenkirche in Neustadt 5. Poggenhagen 6. Bordenau | Region Bokeloh und Wunstorf 1. Stiftskirche in Wunstorf 2. St.-Johannes-Kirche in Wunstorf 3. Corvinuskirche in Wunstorf 4. Bokeloh | Region Südland 1. Kolenfeld (Dionysius-Kirche) 2. Groß Munzel (St. Michaelis) 3. Landringhausen 4. Luthe 5. Schloß Ricklingen (Kirche Schloß Ricklingen) 6. Dedensen (Kirche Dedensen) 7. Idensen (Sigwardskirche) |